# Трифонов, Алексей Григорьевич
Алексей Григорьевич Трифонов (1910—1972) — советский металлург, лауреат Государственной премии СССР (1967).

## Биография
В 1929 г. окончил Кыштымскую школу ФЗО, в 1932 году — Златоустовский механо-металлургический техникум, получил направление на Магнитогорский металлургический комбинат. Работал сначала чертёжником, потом переведен на мартеновскую печь.
В 1942—1963 — начальник мартеновских цехов № 1 и № 2. В 1963 году назначен главным сталеплавильщиком ММК.
В годы Великой Отечественной войны награждён орденами «Знак Почета» и Трудового Красного Знамени, в послевоенное время — орденом Ленина и вторым орденом Трудового Красного Знамени.
Лауреат Государственной премии СССР 1967 года — за участие в разработке и внедрении новой технологии изготовления и восстановления подин, обеспечивающей повышение производительности мартеновских печей.
С 1972 г. — на пенсии.
Скончался в Магнитогорске. Похоронен на Левобережном кладбище.